# Estienne de La Roche
Pour les articles homonymes, voir La Roche.
Estienne de La Roche (né en 1470 à Lyon, mort en 1530) est un mathématicien français. Sa famille a habité à Lyon et a également possédé une propriété près de Villefranche-sur-Saône.

## Biographie
Il apprend les mathématiques avec Chuquet, dont il édite l'œuvre en se l'appropriant.
La Roche enseigne pendant 25 ans l'arithmétique pour le commerce à Lyon. Apparemment, il est considéré comme un bon professeur.
La Roche publie en 1520 L'arismethique qui a été considéré[Par qui ?] comme un excellent livre d'arithmétique avec de bonnes notations pour les puissances et les racines. Mais lorsqu'en 1880, Aristide Marre publie le livre Triparty de Chuquet, on s'aperçoit que la première partie de L'arismethique de La Roche n'est qu'une copie de l’algèbre de son maître Chuquet.
Dans la lignée des écoles d'abaque, son Arismethique connait un grand succès durant la première moitié du XVIe siècle, et inspire beaucoup d'abacistes en France ou aux Pays-Bas (Van den Hoecke notamment) mais aussi Jean Trenchant.